# يوجين رو
يوجين رو (بالإنجليزية: Eugene Roe)‏ هو عسكري أمريكي، ولد في 17 أكتوبر 1922 في Bayou Chene, Louisiana ‏ في الولايات المتحدة، وتوفي في 30 ديسمبر 1998 في باتون روج في الولايات المتحدة بسبب سرطان الرئة.